# Джокьякарта
Джокьяка́рта (индон. Kota Yogyakarta, произносится [ˈkotɔ joɡjaˈkartɔ]; яв. ꦑꦸꦛ ꦔꦪꦺꦴꦒꦾꦏꦂꦠ / كوڟا ڠايَوڮياكارتا / Kutha Ngayogyakarta [ˈkuʈɔ ŋɑːˈjɔɡjɔˈkɑːrt̪ɔ]) — город на острове Ява в Индонезии. Административный центр Особого округа Джокьякарта. Город известен как центр классического яванского изобразительного искусства и культуры, в частности, батика, балета, драмы, музыки, поэзии и кукольных спектаклей. Джокьякарта являлась столицей Индонезии с 1946 по 1948 год, в период Индонезийской революции. Один из округов современной Джокьякарты, Котагеде, являлся столицей султаната Матарам с 1575 по 1640 год.

## Название
Город назван в честь индийского города Айодхья (хинди अयोध्या) — родины героя Рамы из эпоса Рамаяна. «Йогья» означает «пригодный, надлежащий», а «карта» — «процветающий, преуспевающий», то есть название города можно перевести как «город, пригодный для процветания».
В орфографии индонезийского и яванского языков XIX—XX веков яванское название города ꦑꦸꦠ꧀ꦧ ꦔꦪꦺꦴꦒꦾꦏꦂꦠ / كوڟا ڠايَوڮياكارتا [ˈkuʈɔ ŋɑːˈjɔɡjɔˈkɑːrt̪ɔ] писалось латинским алфавитом по правилам орфографии нидерландского языка как Jogjakarta. По мере изменения орфографии индонезийского языка согласная /j/ стала писаться через ⟨y⟩, а согласная /dʒ/ — через ⟨j⟩. Однако личным и географическим названиям было разрешено сохранить их первоначальное написание. Таким образом, город может быть записан как «Yogyakarta», что соответствует его произношению и написанию яванским письмом и пегоном, или «Jogjakarta», в соответствии со старонидерландским написанием. В русскоязычных источниках закрепилась ошибочная транскрипция «Джокьякарта».

## История

### Царство Матарам (VIII—X век н. э.)

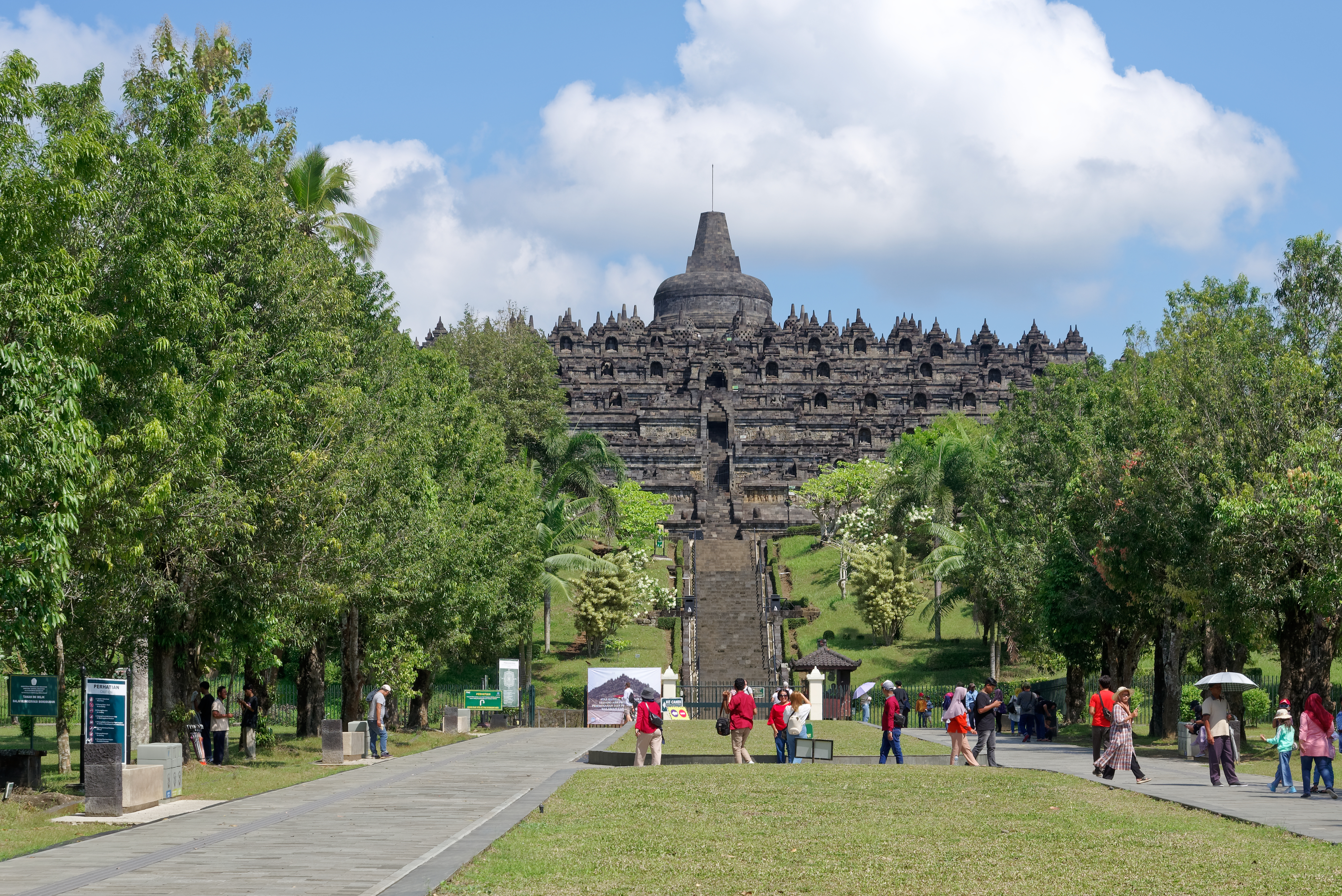
Храм Боробудур построен в X веке во времена королевства Матарам

Матарам (Меданг) на протяжении трёх веков являлся центром развитой яванской индуистско-буддистской культуры с центром на равнине Кеву (южный склон горы Мерапи), расположенным вокруг храма Прамбанан, расположенного в 17 км к северо-востоку от современной Джокьякарты. К этому же периоду относится и храмовый комплекс Борободур.
Приблизительно в 929 году столица Матарама была перенесена в восточную часть Явы. Причина переноса столицы до сих пор неясна. В качестве основных гипотез называют извержение вулкана Мерапи и борьбу за власть. Предположительно, разрушительное извержение вулкана Мерапи произошло во время правления царя Вавы (924—929 гг.).

### Империя Маджапахит (1293—1527)
В течение эпохи Маджапахит территория вокруг современной Джокьякарты вновь стала известна под названием «Матарам» и являлась одной из 12 провинций Явы, управляемой правителем с титулом «Бхре Матарам».

### Султанат Матарам (1575—1620)
В 1575 году Котагеде (сейчас район Джокьякарты) был основан в качестве столицы султаната Матарам. В городе сохранился дворец основателя султаната, Панембахана Сенопати. Султанат достиг вершины своего могущества, распространив своё влияние на центральную, восточную и половину западной Явы. После двух переездов столица султаната была перенесена в Картасуру.

### После Гиянтского соглашения (1745—1945)

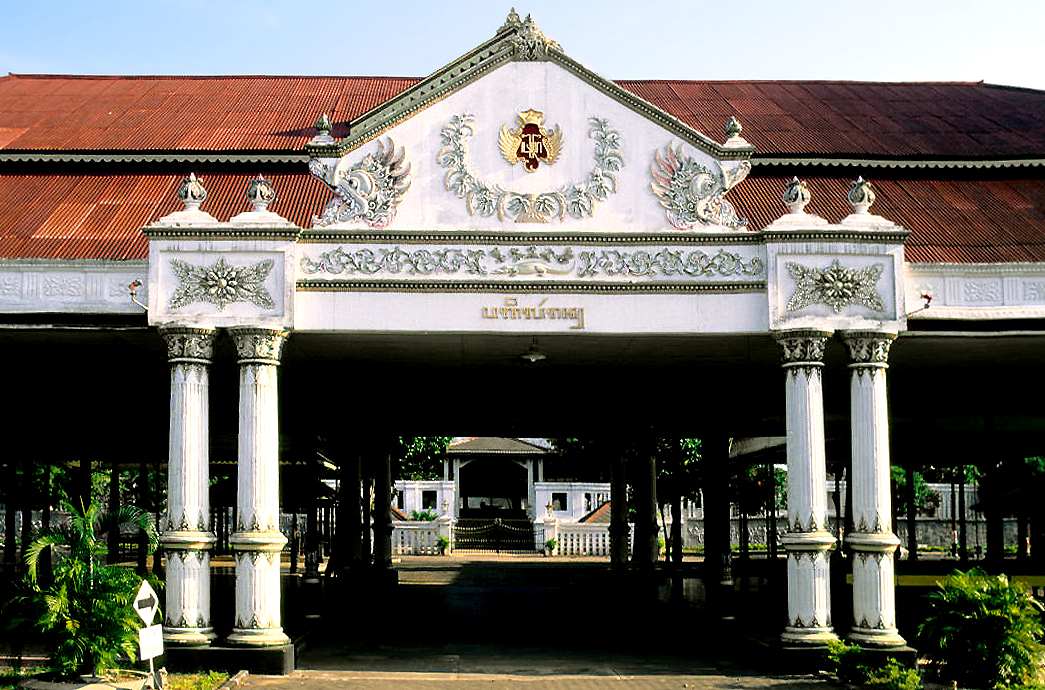
Кратон — дворец султана

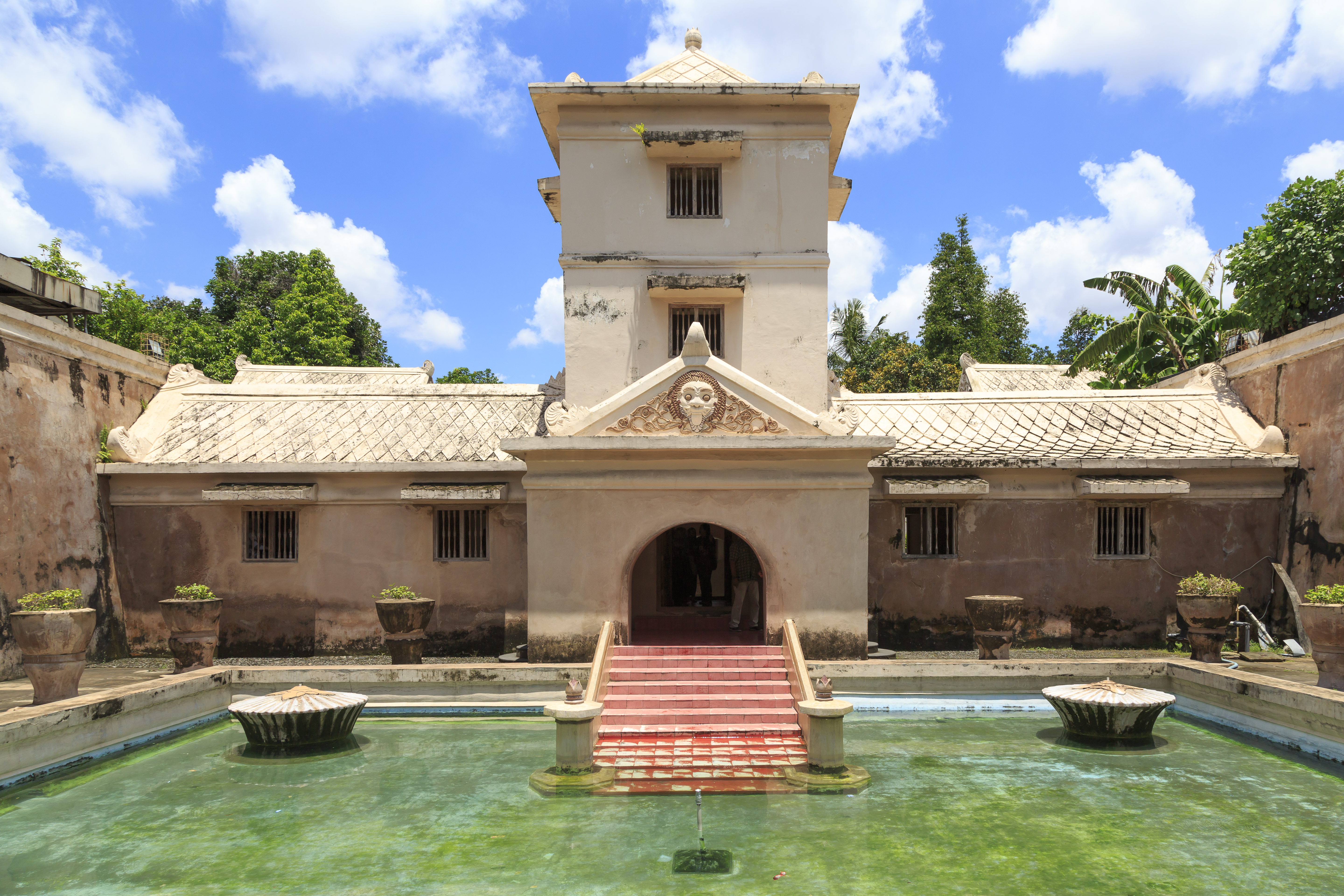
Водный дворец Таман-сари — место отдыха султана с наложницами

Во время правления Пакубувоно II в султанате Матарам началась гражданская война между принцем Мангкубуми и его старшим братом Сунаном Пакубувоно II. Гражданская война началась после того, как Сунан Пакабувоно II согласился уступить Голландской Ост-Индской компанией часть территории султаната. Принц Мангкубуми выступил против навязанного голландцами договора. Принц провозгласил суверенитет султаната Джокьякарта, созданного в южной части султаната Матарам.
В 1755 году Гиянтским соглашением султанат Матарам был разделён на султанат Джокьякарта и Суракарта. Вскоре власть обеих султанов была ограничена и над ними был установлен протекторат Нидерландов.

### Современный период (с 1945 года)
В 1942 году Японская империя вторглась в Голландскую Ост-Индию и управляла Явой до своего поражения в 1945 году. В августе 1945 ода Сукарно провозгласил независимость Индонезии. Султан Хаменгкубувоно IX выразил поддержку Сукарно и признал вхождение султаната в состав Индонезии. То же сделал и султан Суракарта. Оба яванских султаната получили статус особого региона в рамках Индонезийской республики. Однако после антимонархического восстания в Суракарте он утратил специальный статус в 1946 году.
C 1946 года, после захвата Джакарты голландцами, по 1948 год Джокьякарта выполняла функции столицы Индонезии во время Индонезийской революции (1945—1949). После вторжения голландцев в Джокьякарту 19 декабря 1948 года столица была перенесена на Суматру в Букиттинги. Общее наступление 1 марта 1949 года привело к политической и стратегической победе Индонезии над Нидерландами и выводу оккупационных войск из Джокьякарты. 29 июня 1949 года Джокьякарта была полностью освобождена от голландских войск под давлением Организации Объединённых Наций.
Благодаря значительному вкладу в становление Индонезийской республики, Джокьякарте был присвоен статус особого административного региона, тем самым она стала единственной сохранившейся монархией на территории страны.
27 мая 2006 года в результате шестибалльного землетрясения большая часть города была разрушена (Первое Яванское землетрясение). Погибло около 4000 человек.

## География

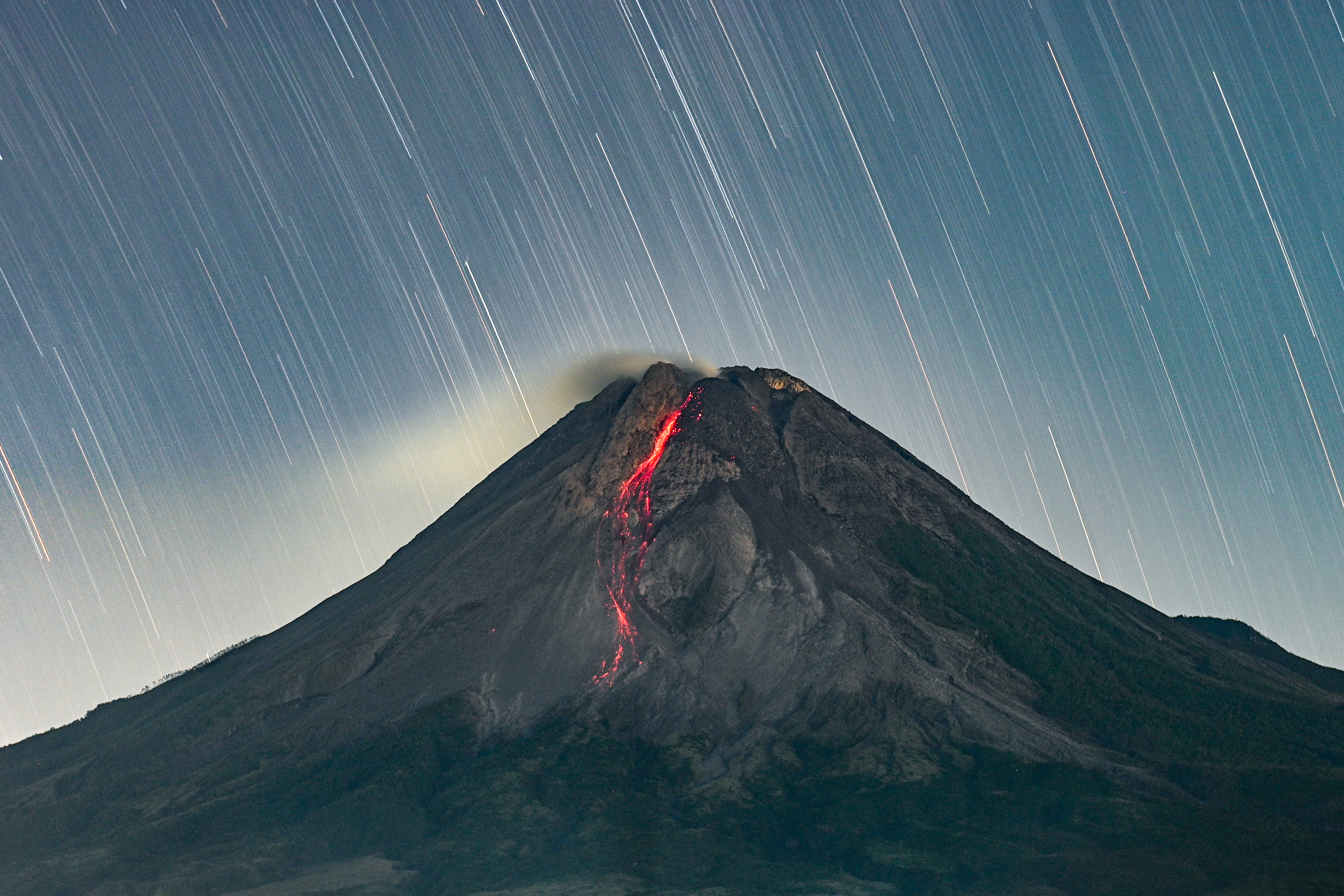
Вулкан Мерапи извергает лаву

Город расположен в 30 км от вулкана Мерапи. До 1006 года город являлся столицей яванско-индийского царства Матарам, уничтоженного в результате извержения Мерапи. В окрестностях — всемирно известные храмовые комплексы Боробудур и Прамбанан.

## Достопримечательности
- Монумент Тугу
- Кота Геде
- Кратон Джокьякарта
- Храм Сари
- Музей Сонобудойо
- Музей Афанди
- Музей Дингантара
- Музей Кекайон
- Музей Батика
- Музей Уллен Сенталу
- Арт Галерея Bentara Budaya
- Арт Галерея Цемети

Музей Аффанди. Джокьякарта, ноябрь 2022

- Французско-индонезийский культурный центр
- Галерея Джоджия
- Арт Галерея Кедай Кебун
- Форт Вредебург
- Канди Самбисари

## Города-побратимы
Джокьякарта состоит в дружеских взаимоотношениях со следующими городами-побратимами:
| Город      | Страна           | Дата | Ссылка |
| ---------- | ---------------- | ---- | ------ |
| Баальбек   | Ливан            |      |        |
| Бонн       | Германия         |      |        |
| Канбук     | Республика Корея |      |        |
| Киото      | Япония           |      |        |
| Парамарибо | Суринам          |      |        |
| Хэфэй      | КНР              |      |        |
| Хюэ        | Вьетнам          |      |        |

## Галерея

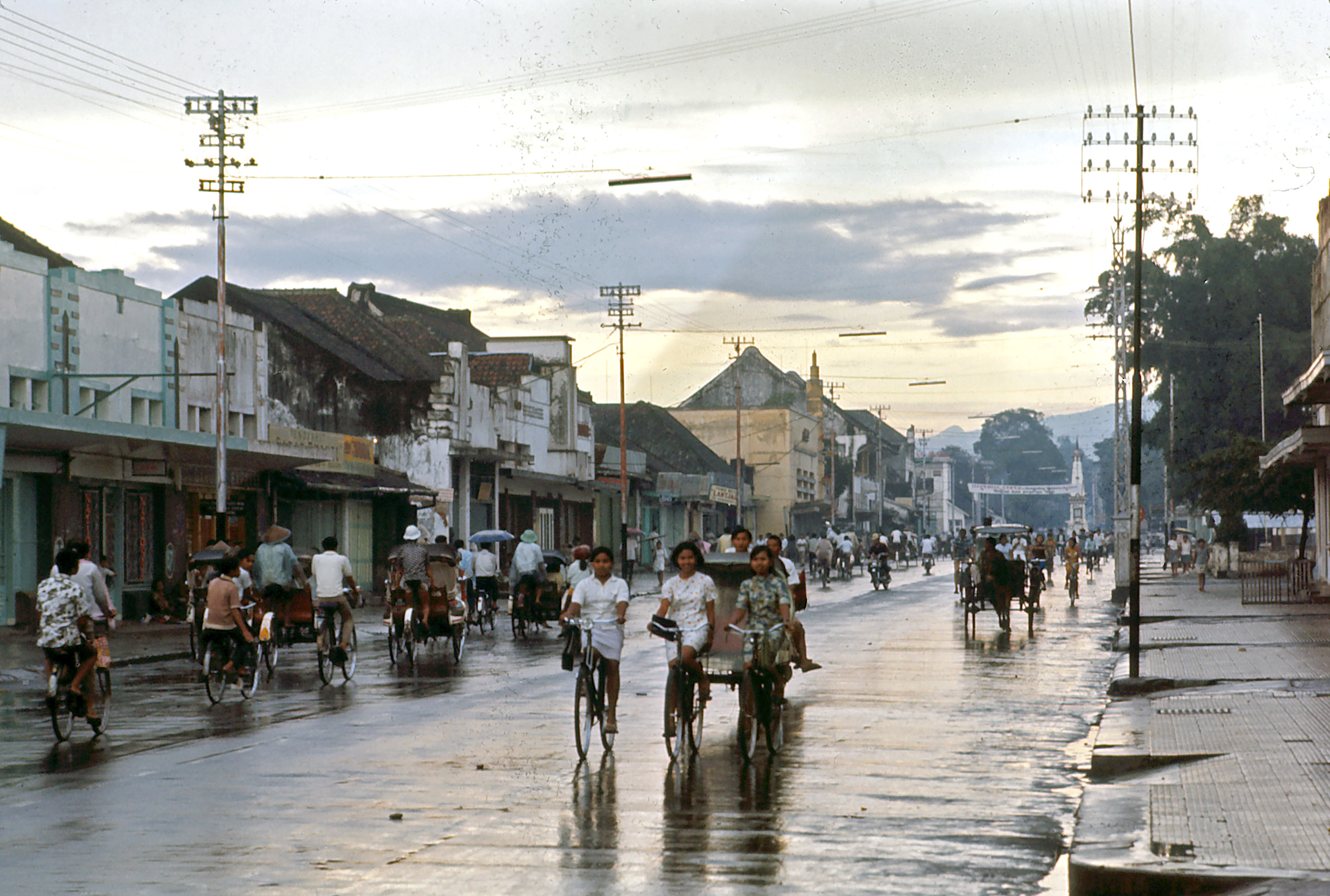
Джокьякарта, 1971 год
Участник шествия Гребег в кратоне
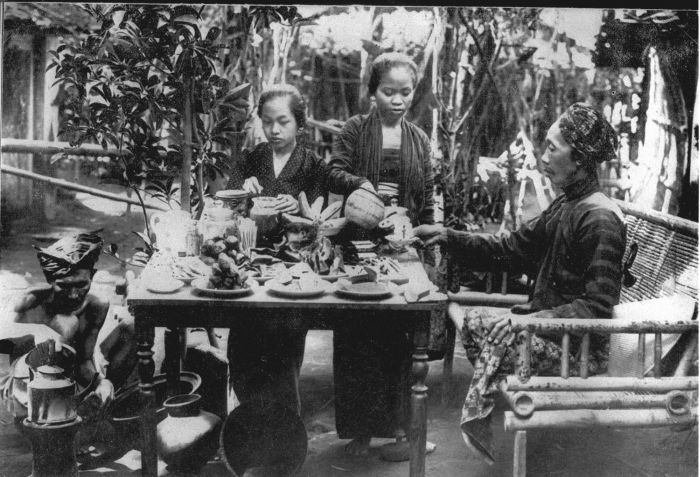
Ресторан в XX веке
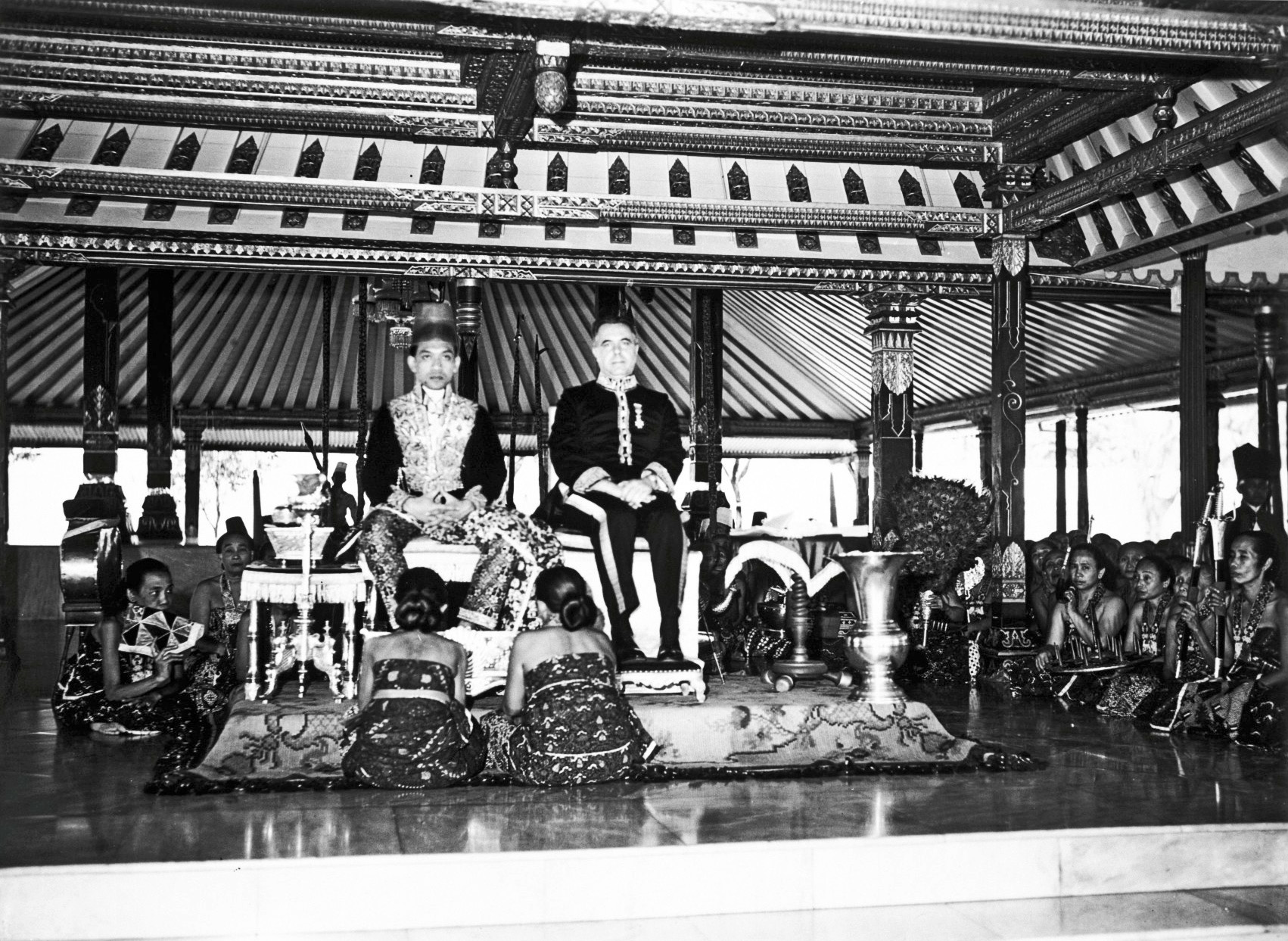
Султан в кератоне, 1940 год
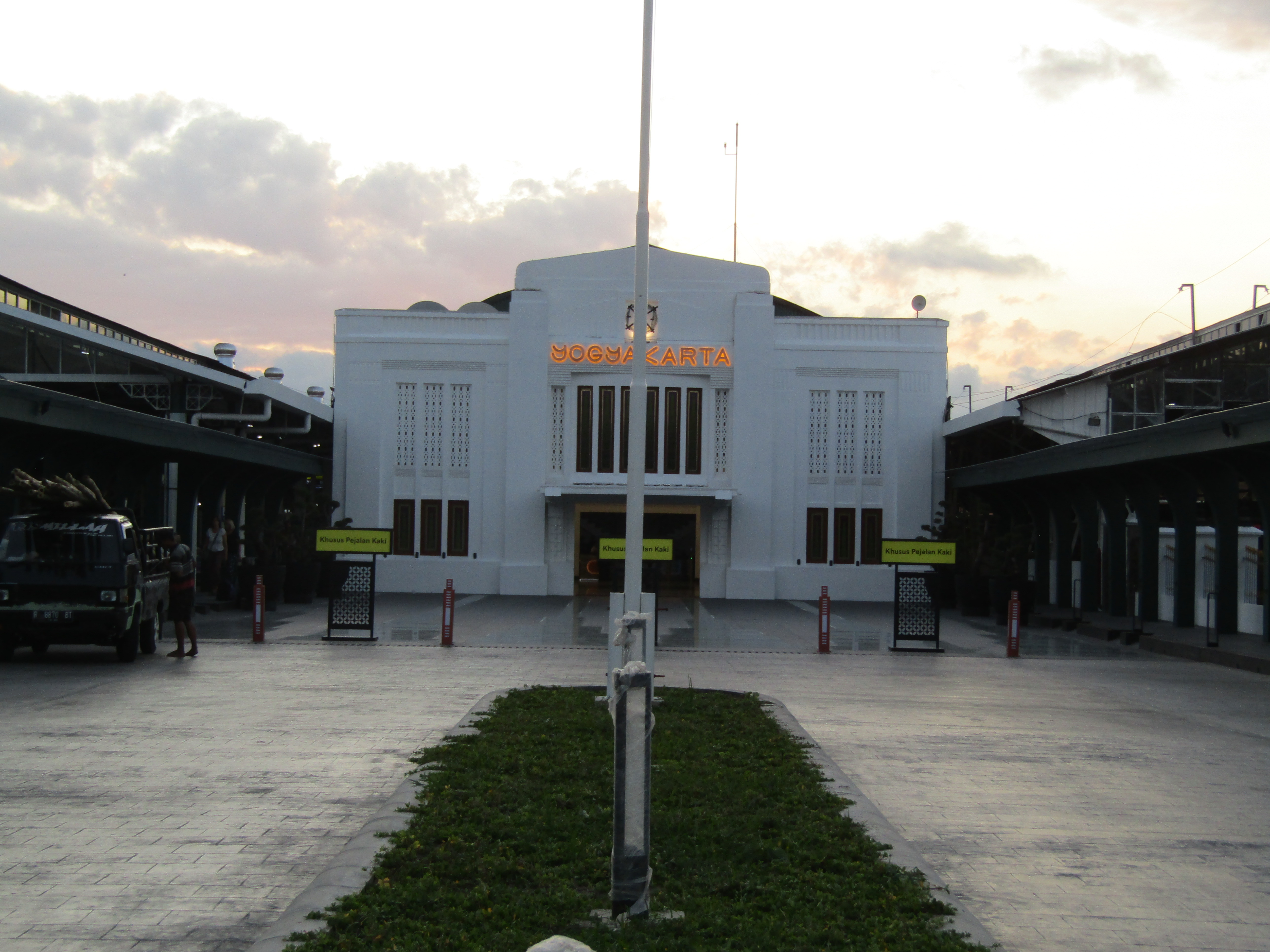
Тугу — главная железнодорожная станция в Джокьякарте
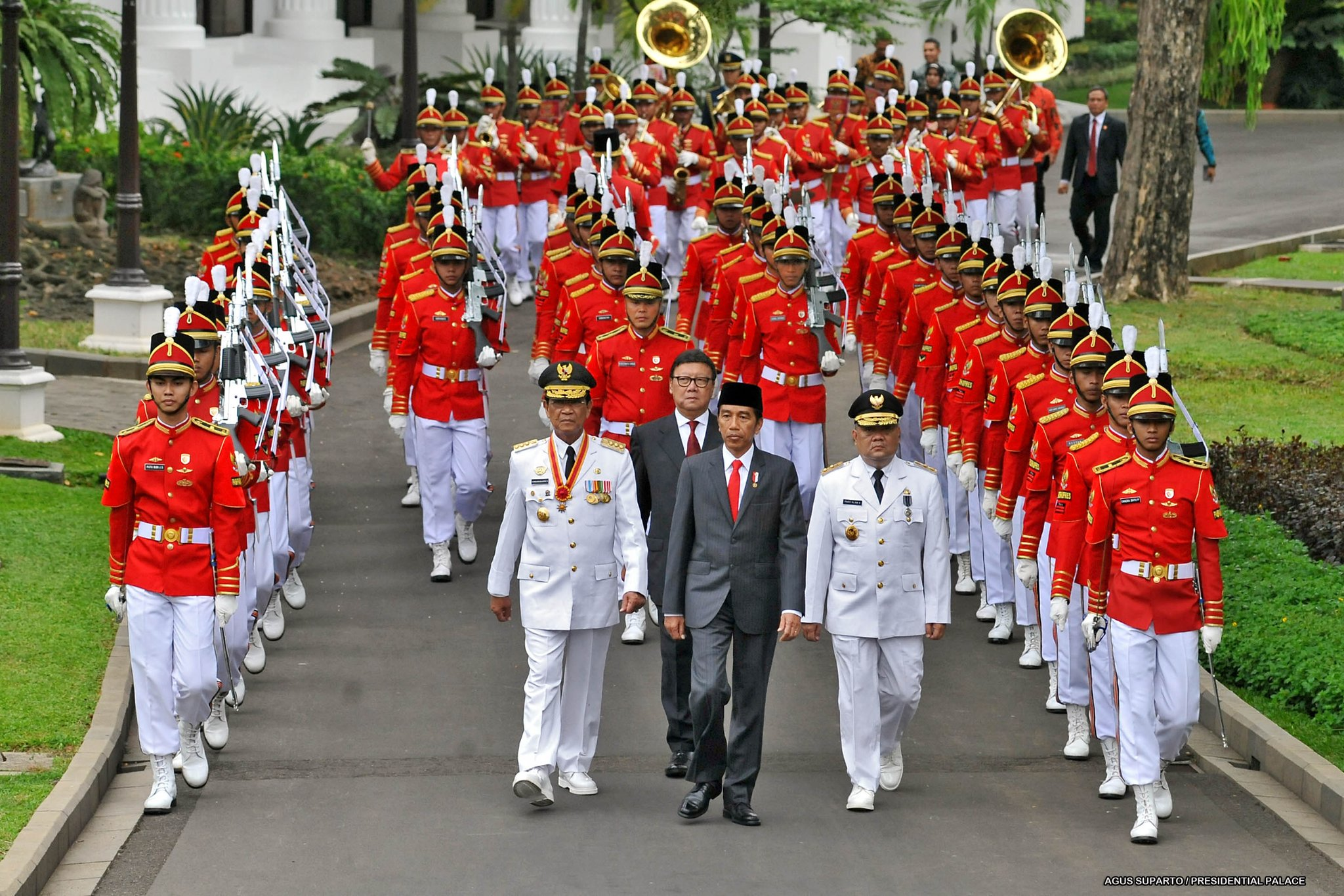
Инагурация губернатора
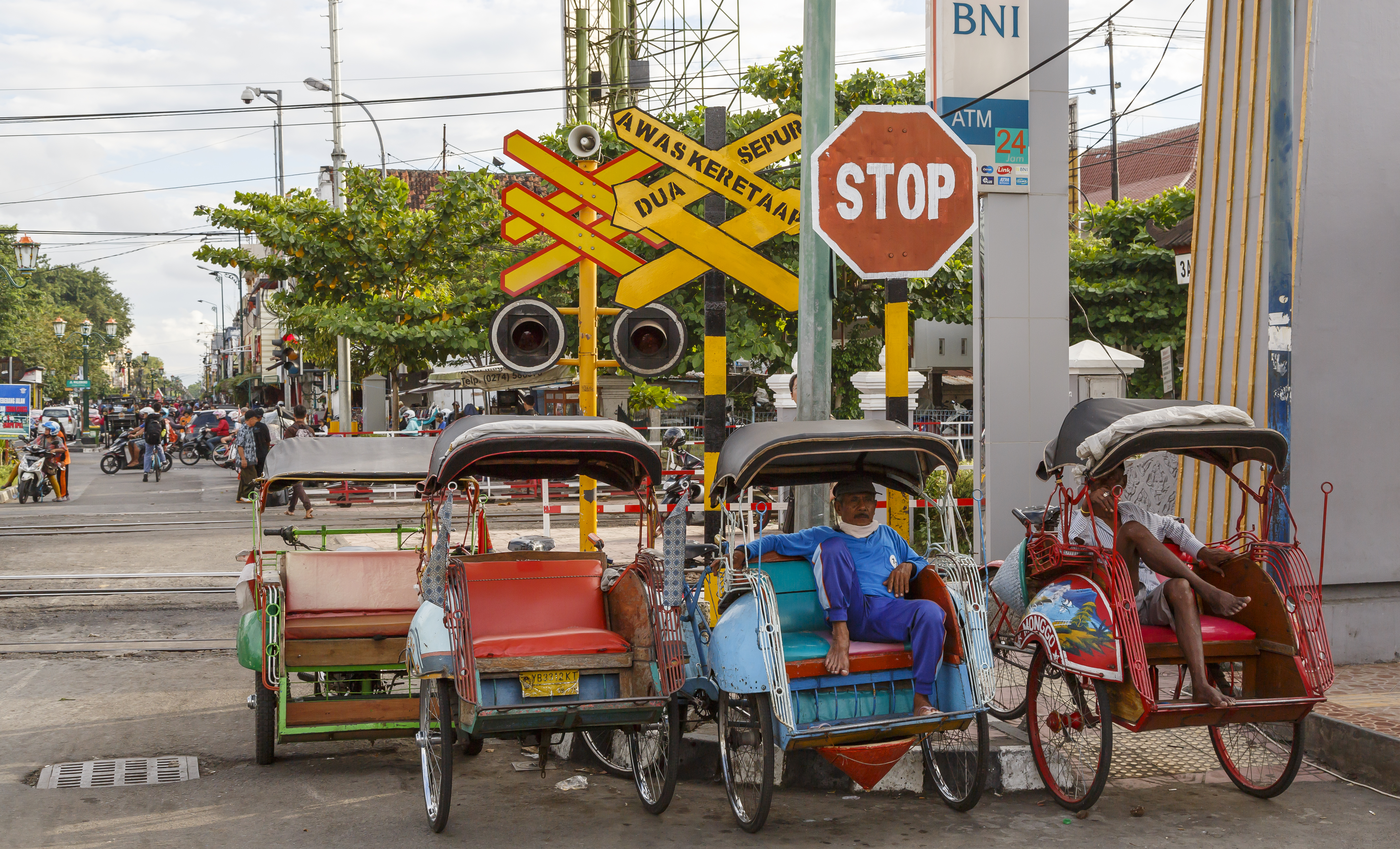
Рикши бесак
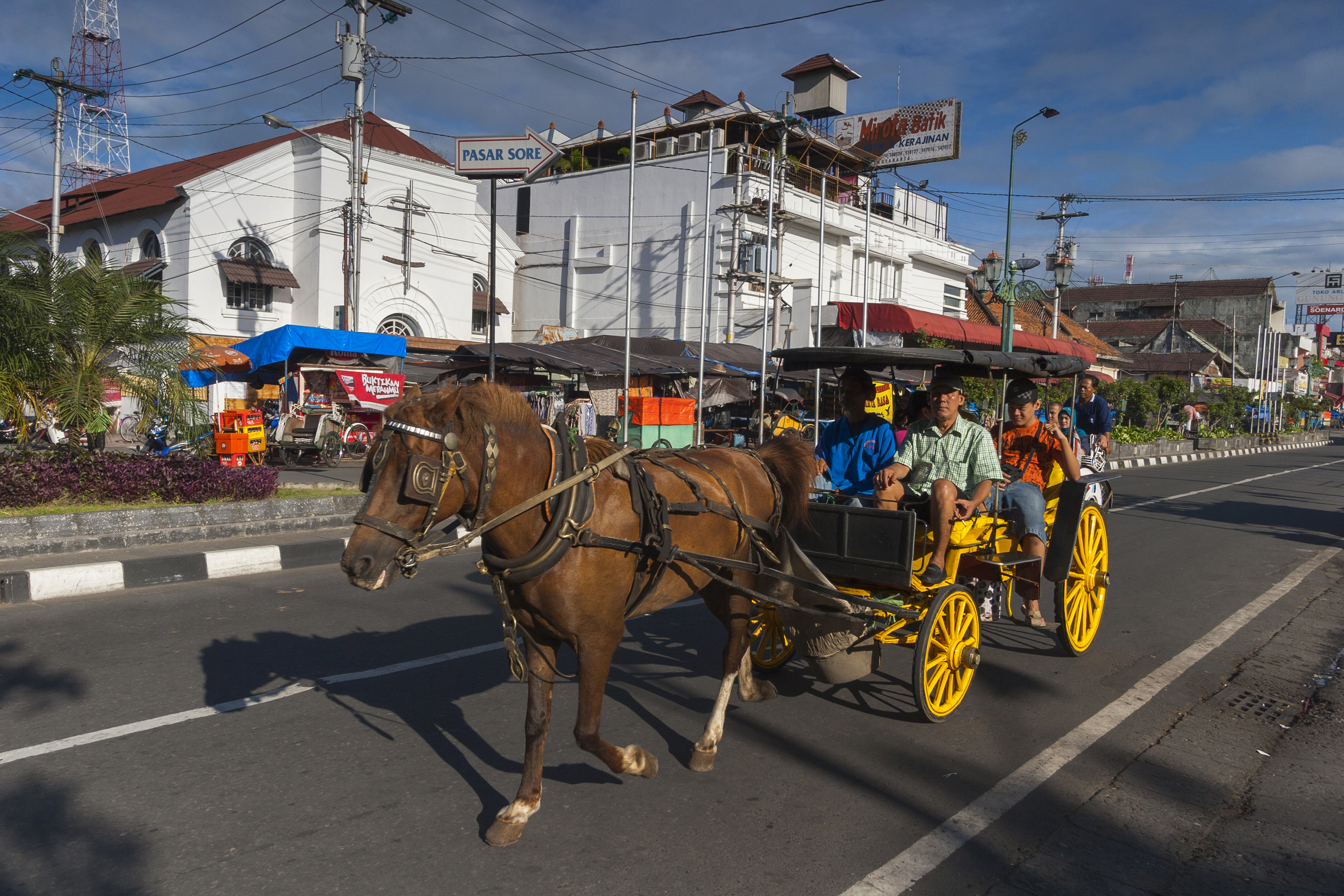
Андонг — традиционная конная повозка
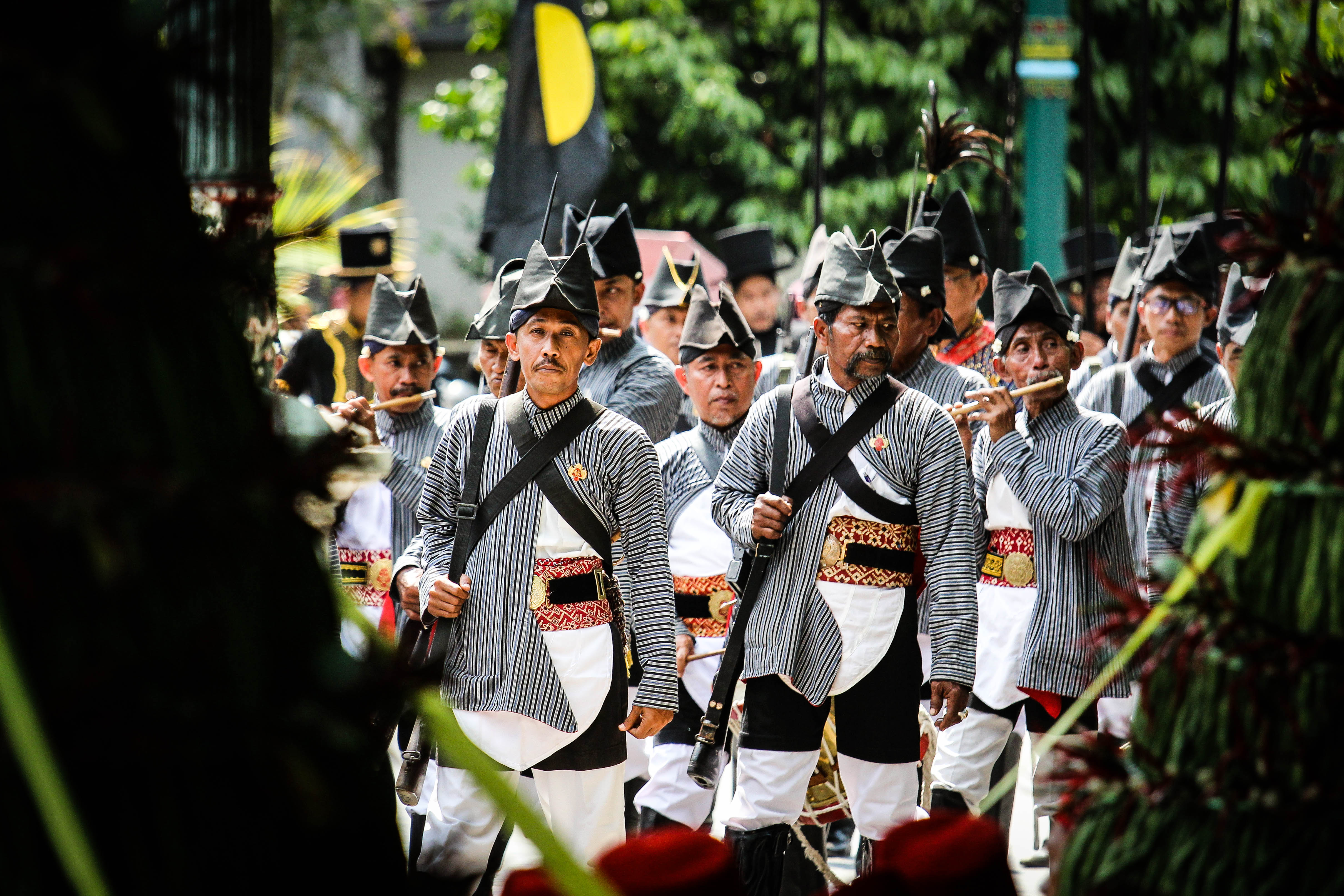
Охрана кратона
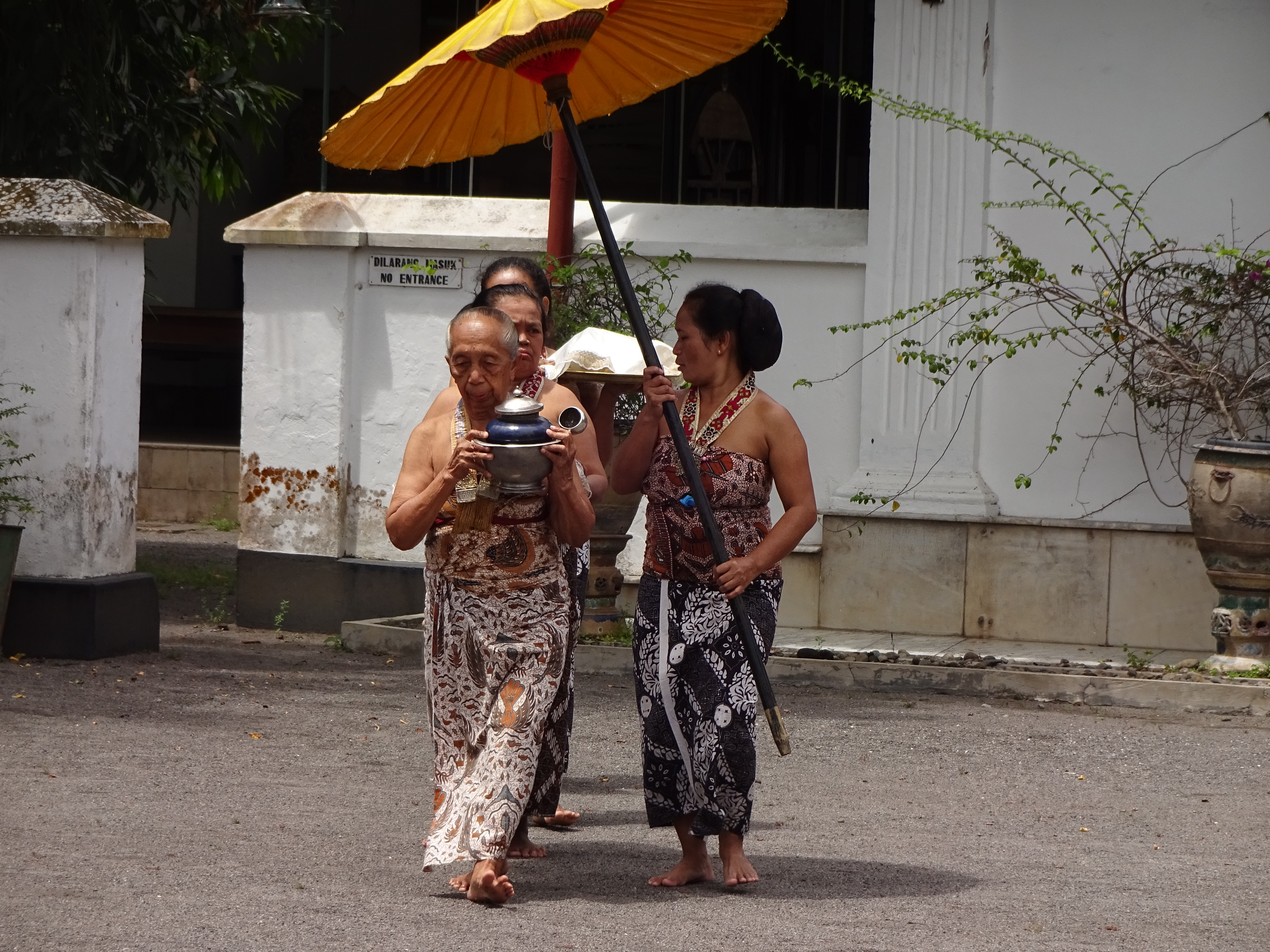
Ежедневная традиционная подача чая султану в кратоне
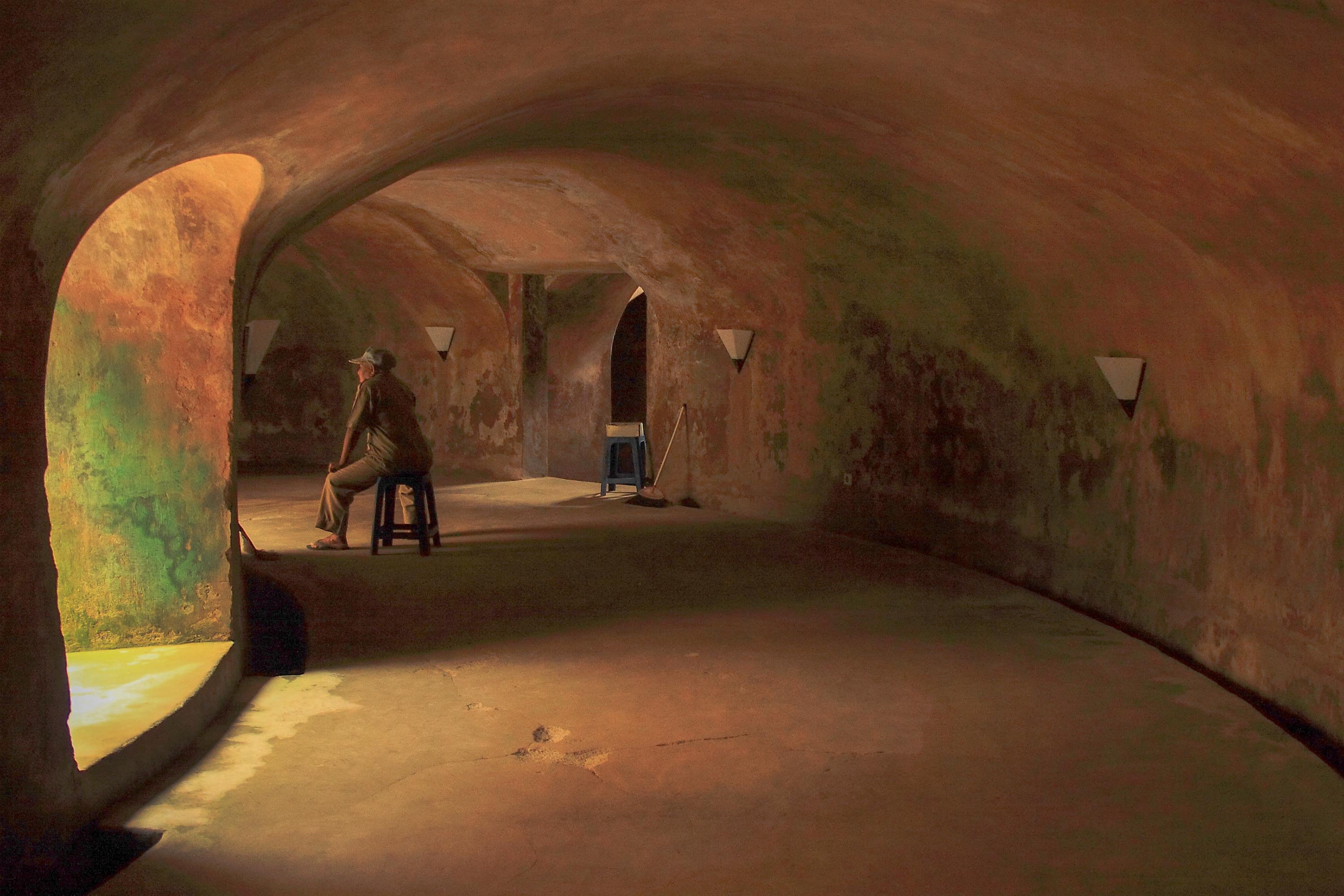
Подземная мечеть Sumur Gumuling
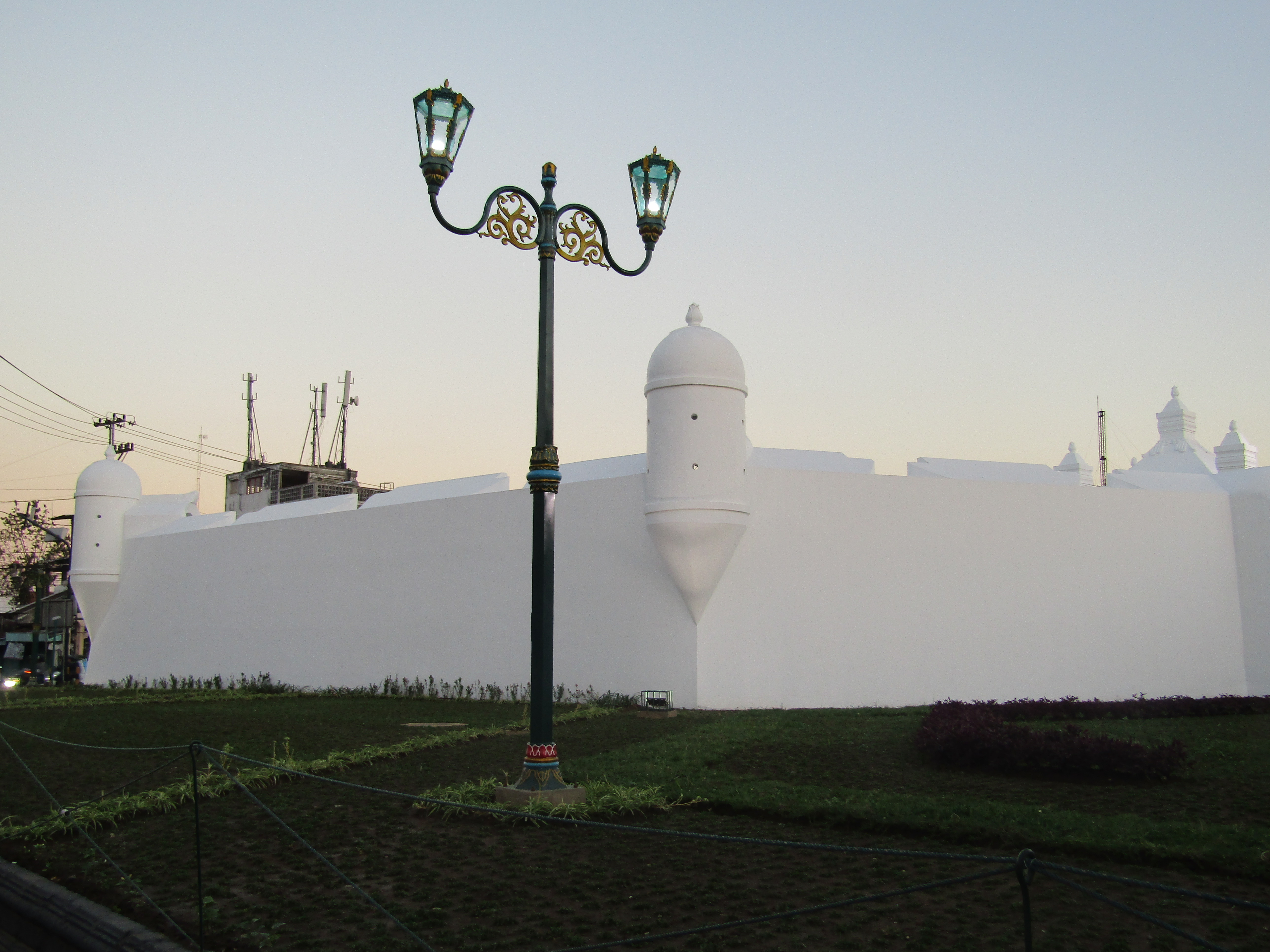
Бастион Лор-ветан, часть форта Балуарти
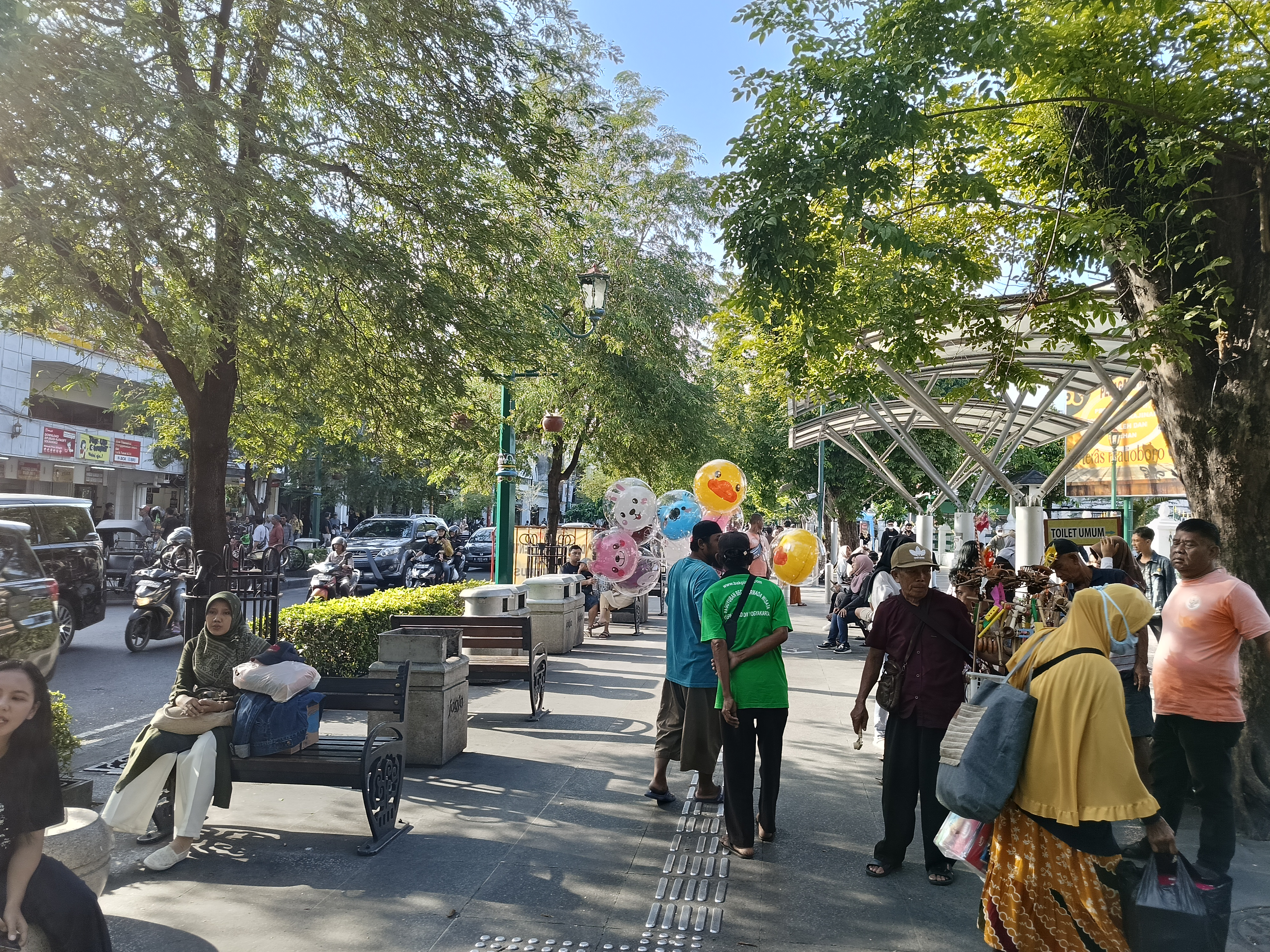
Пешеходная улица Малиоборо
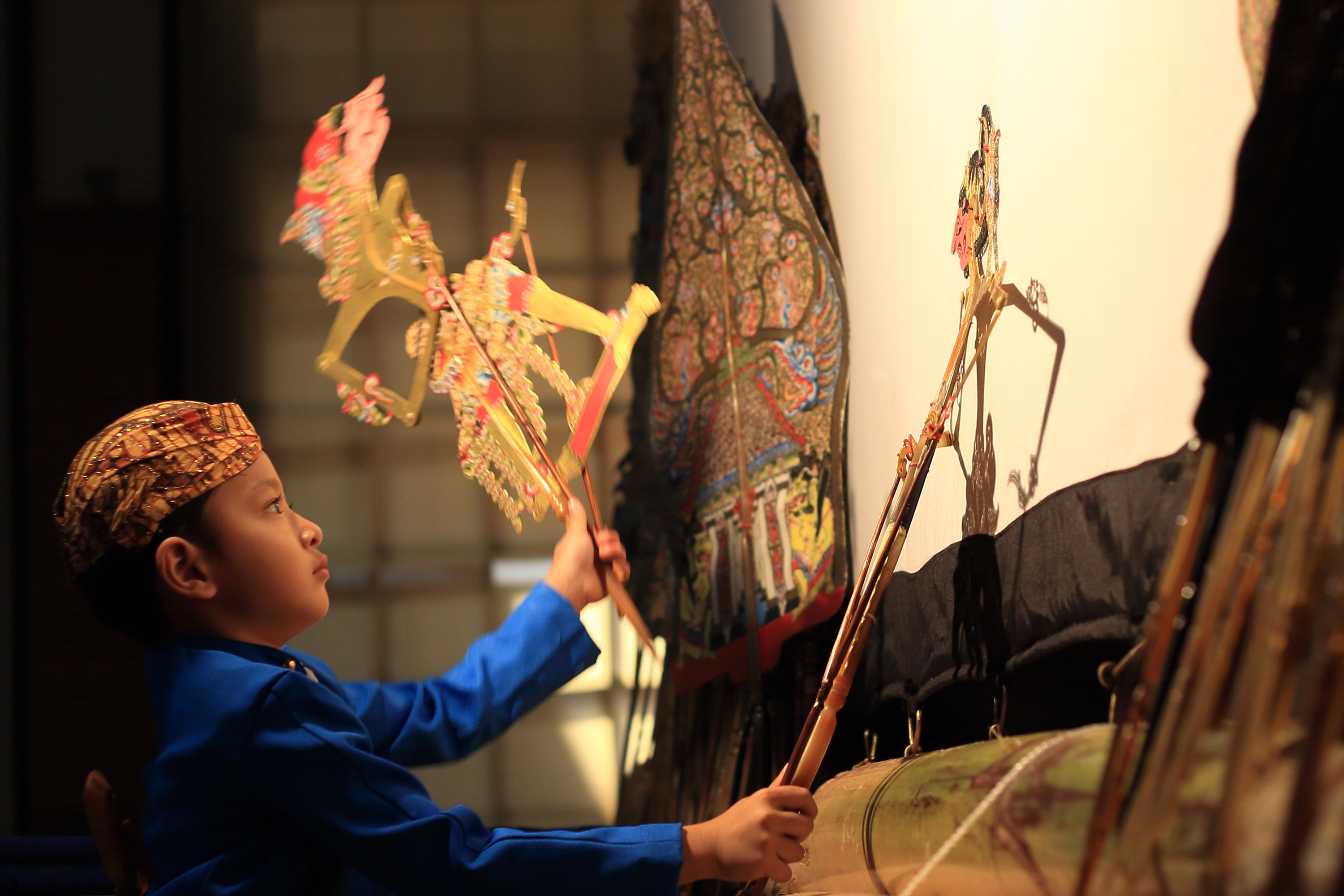
Кукольный театр теней ваянг кулит
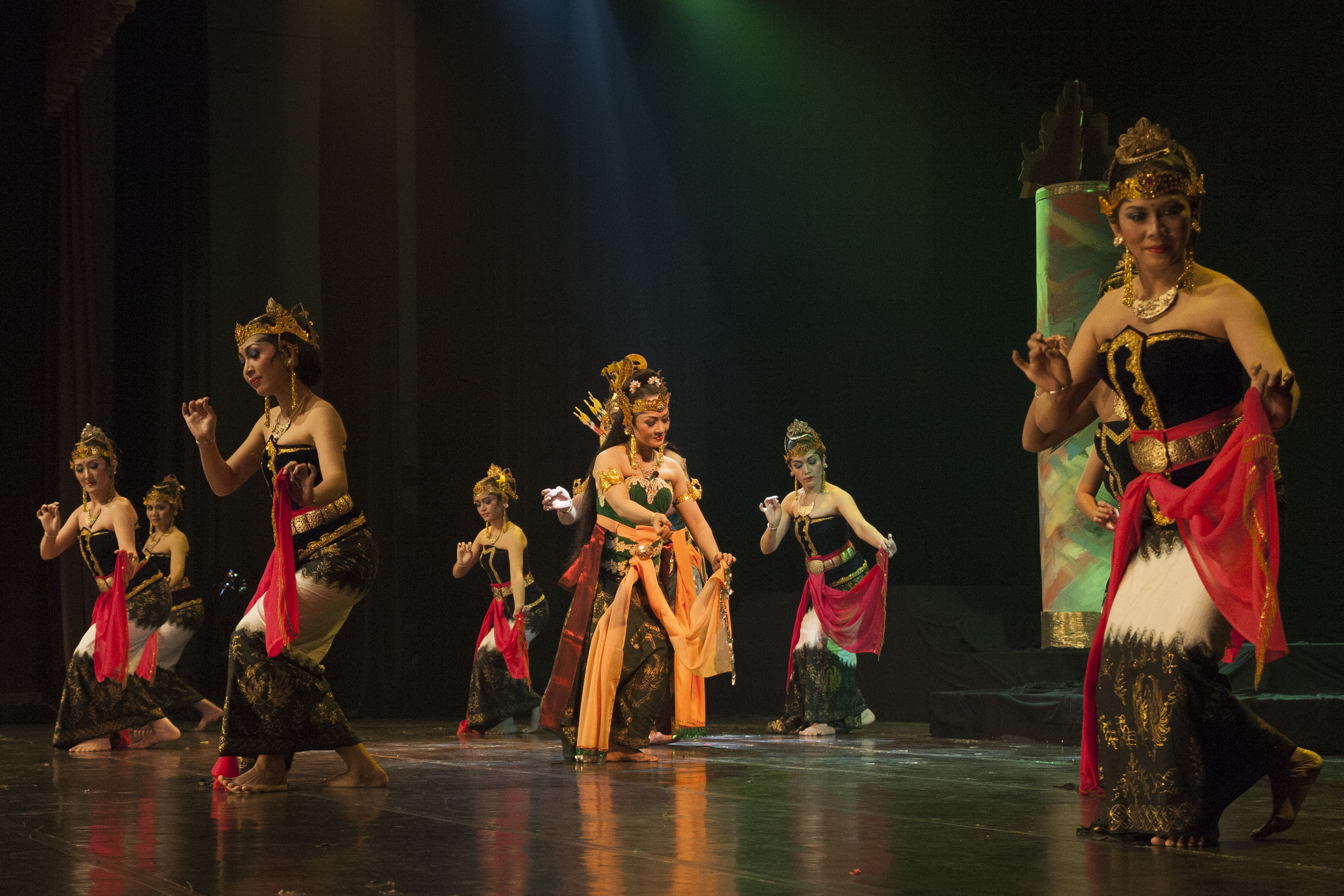
Театр ваянг вонг по эпосу Рамаяна
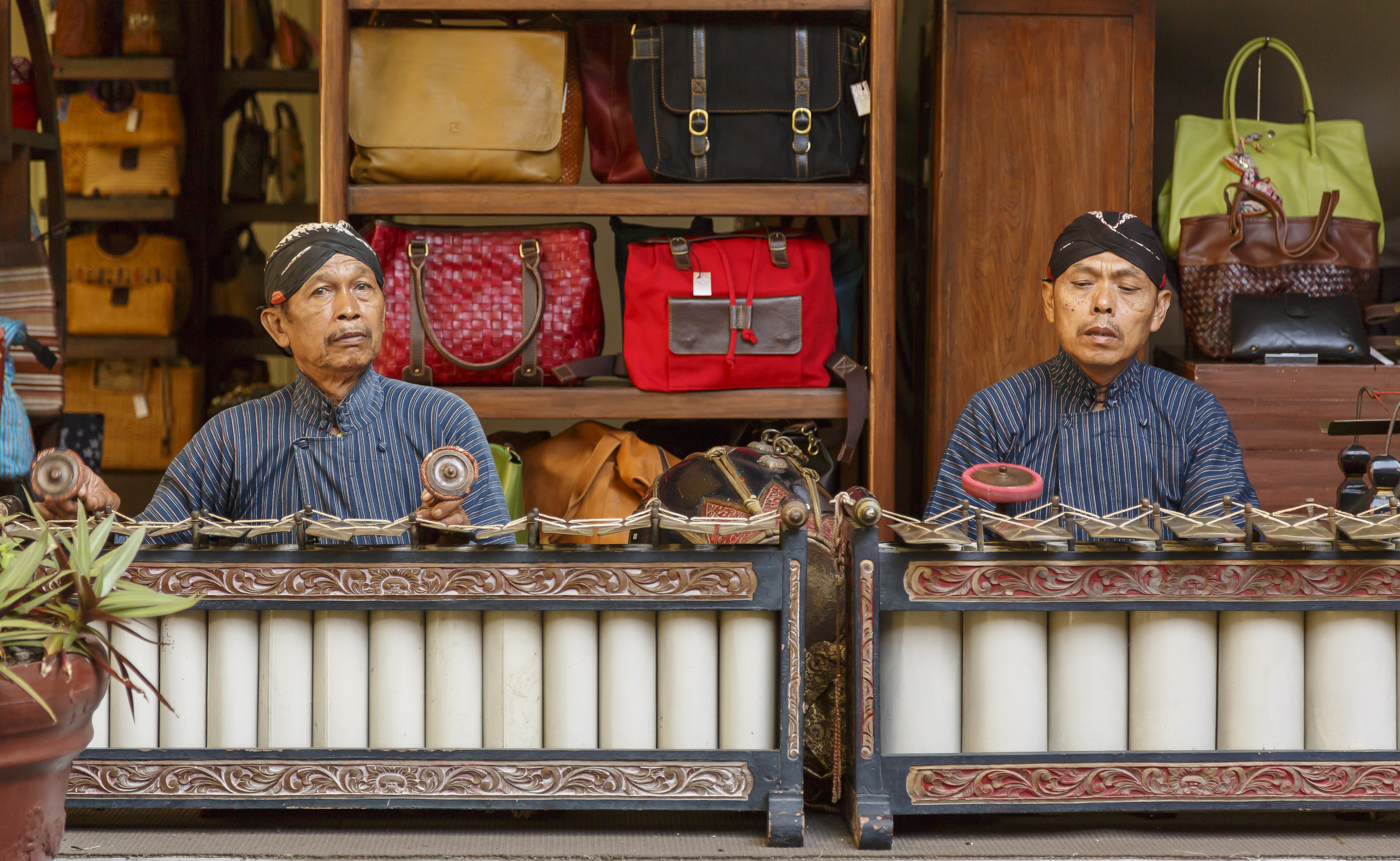
Традиционный индонезийский оркестр гамелан
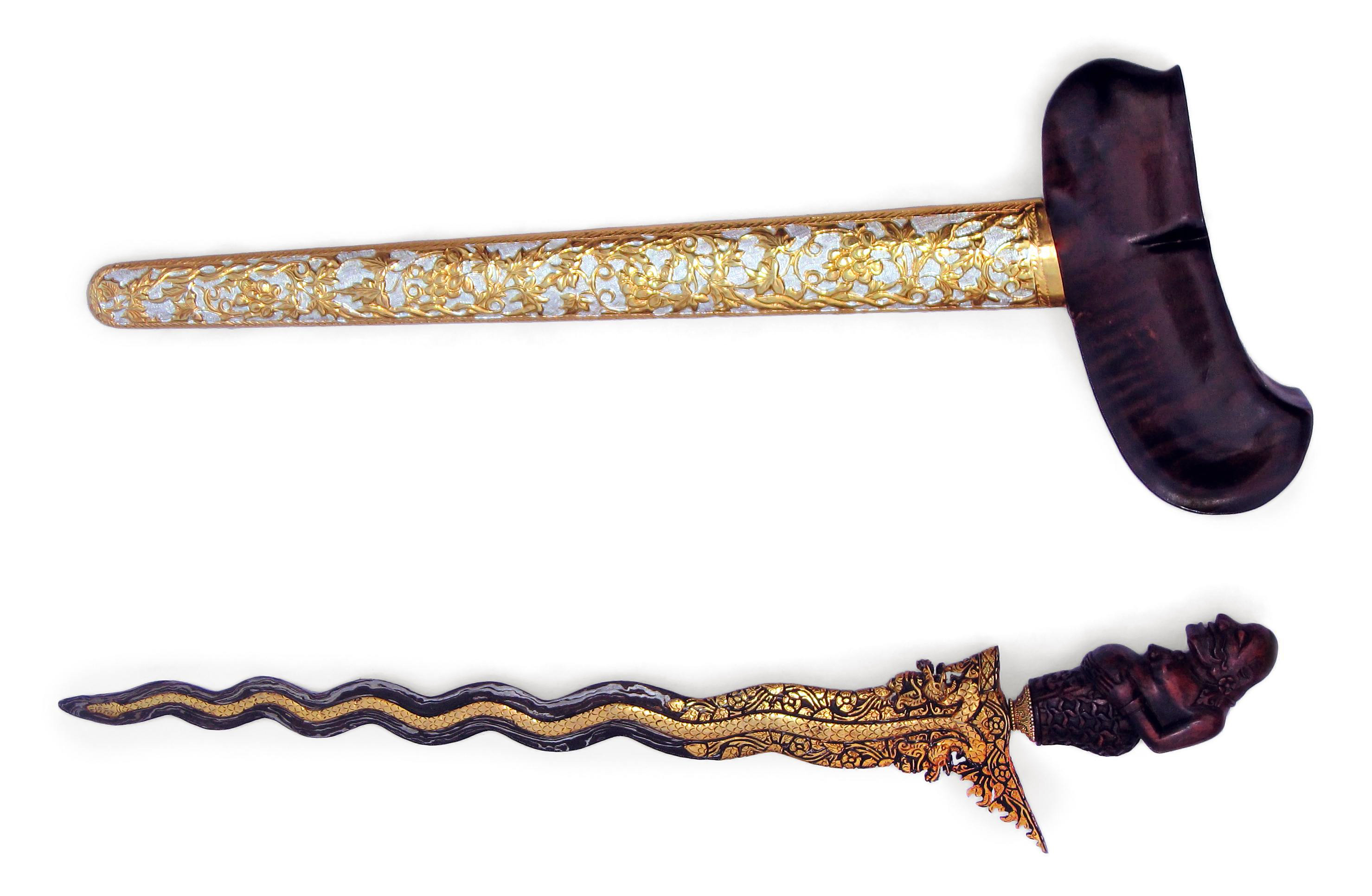
Крис — ритуальный кинжал
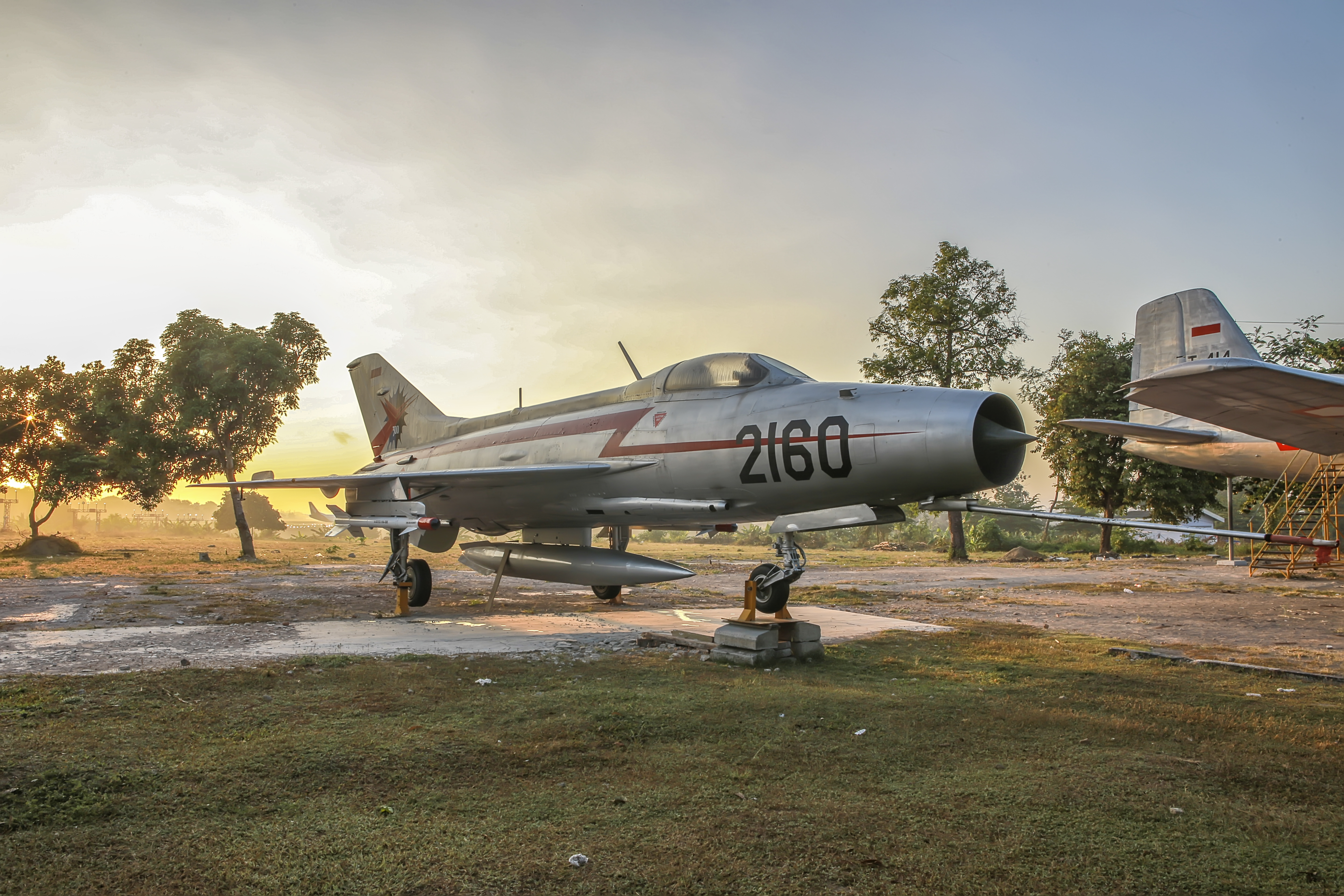
Сверхзвуковой фронтовой истребитель МиГ-21 в музее авиации
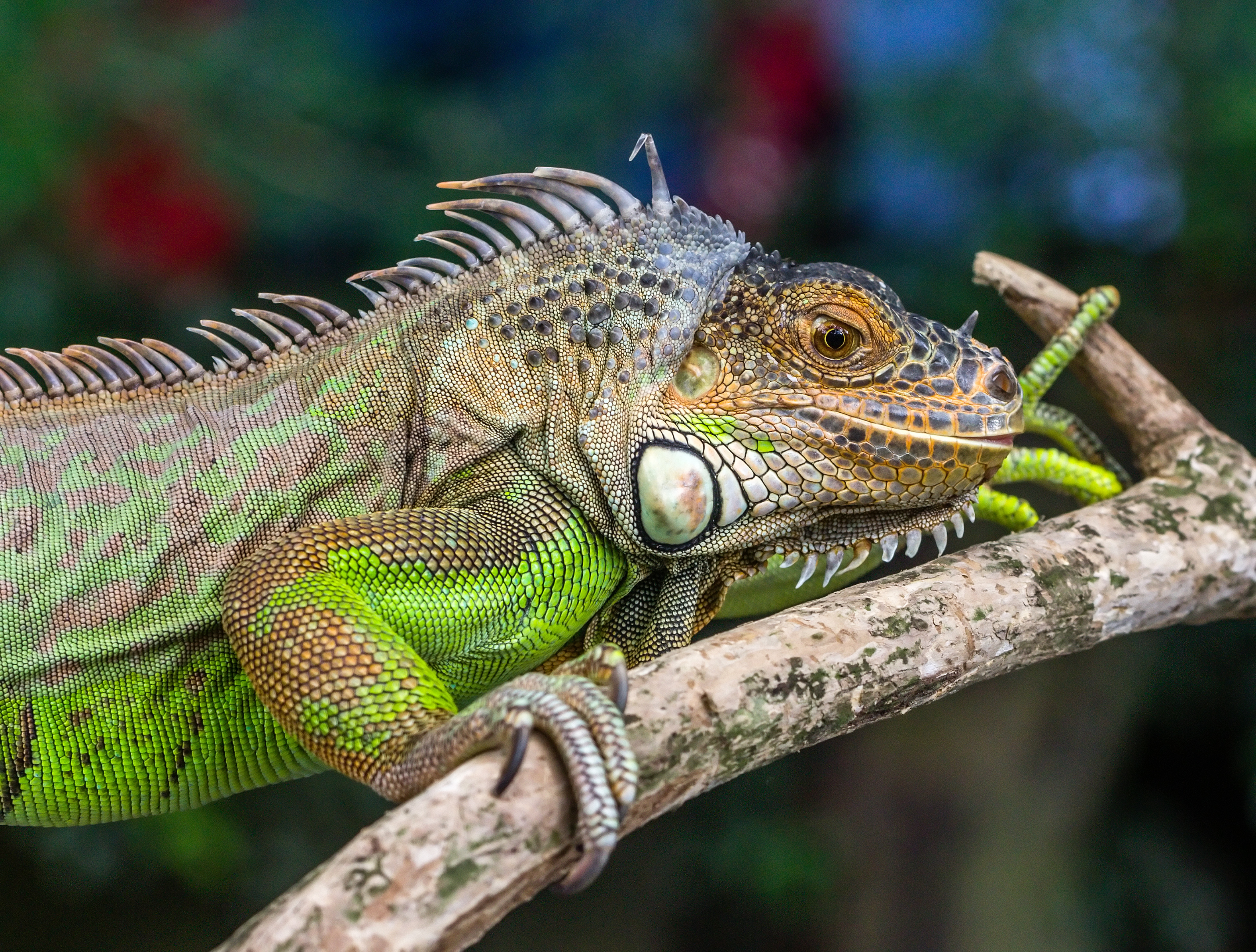
Игуана в зоопарке Gembira Loka Zoo
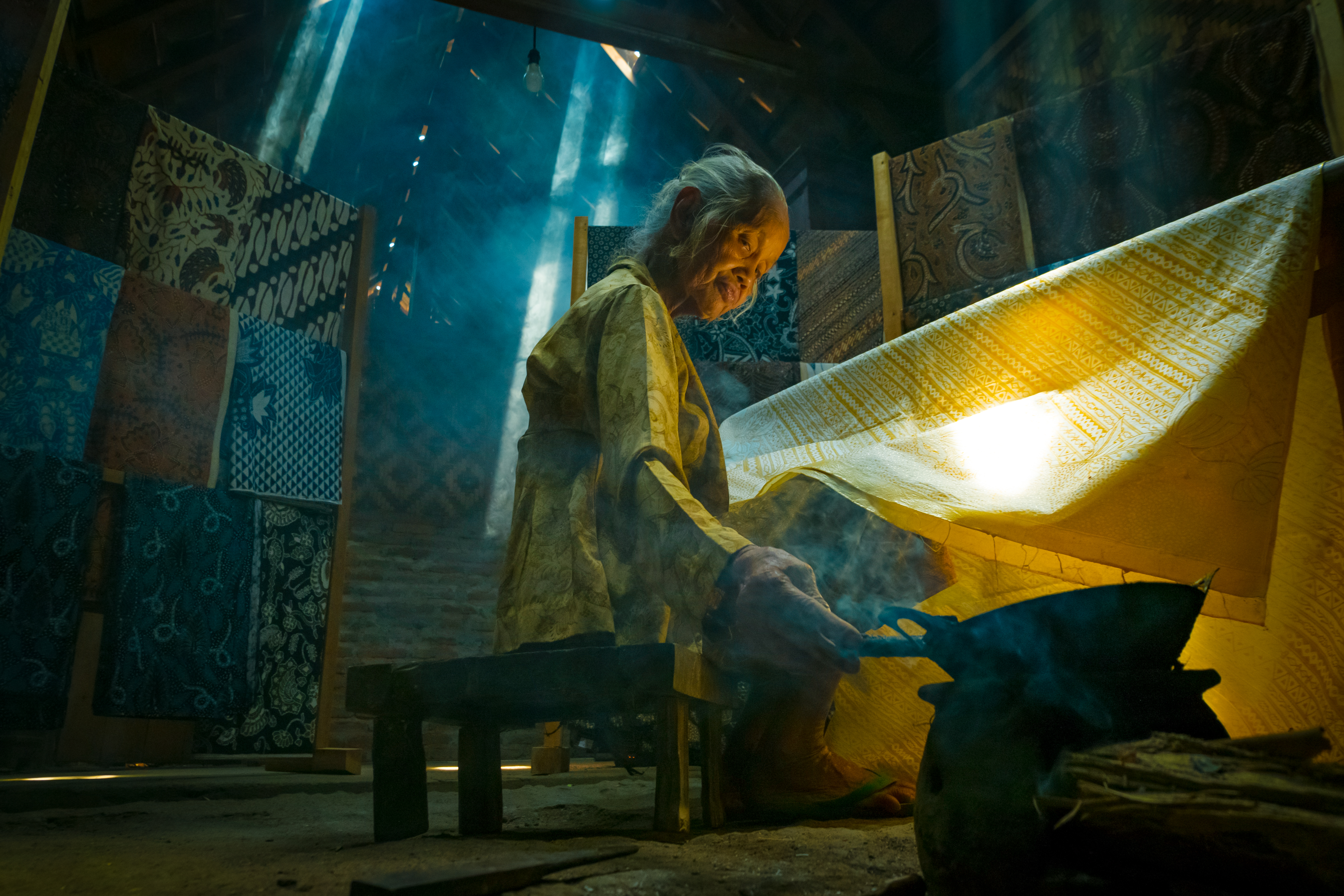
Кустарная роспись батика
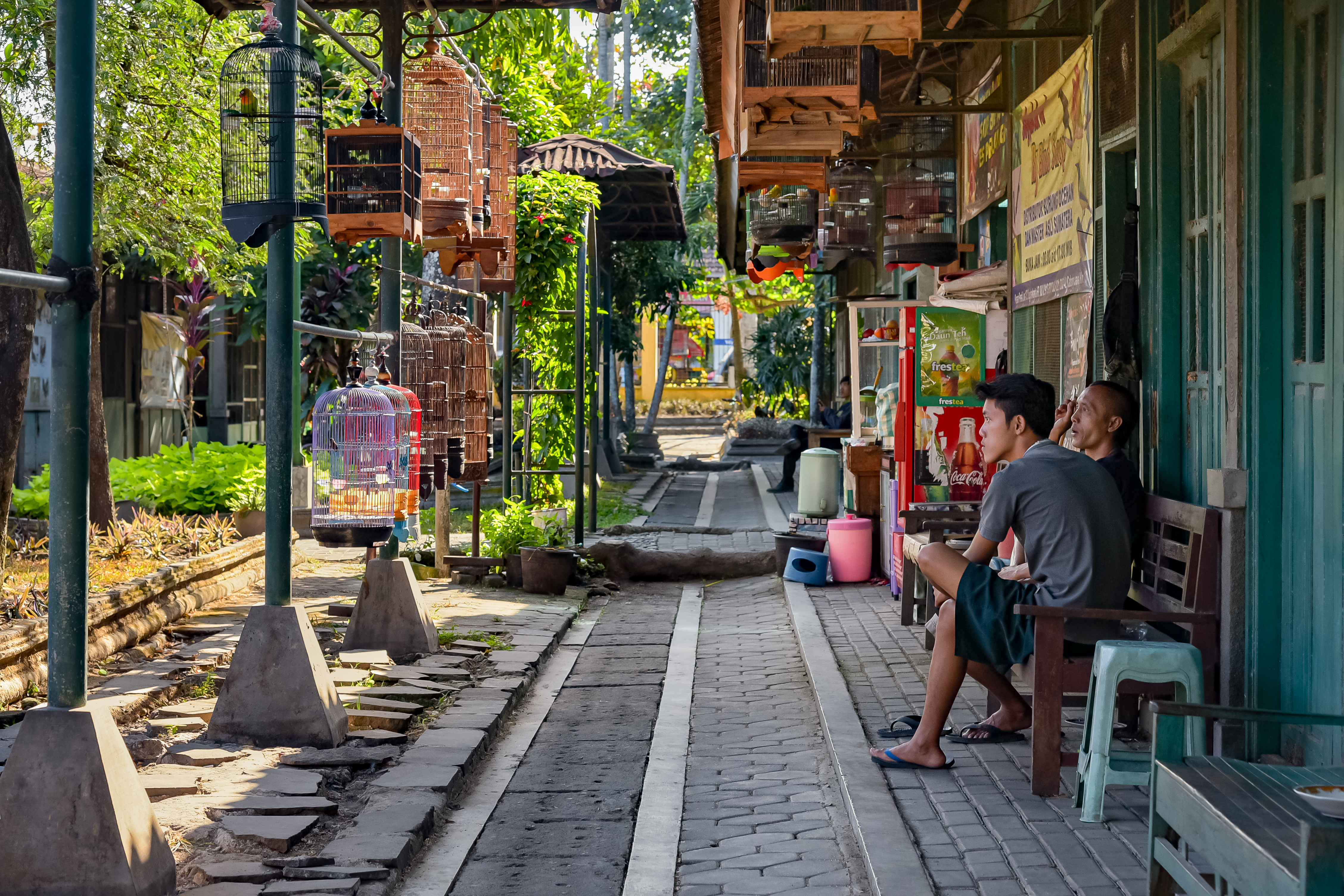
Птичий рынок
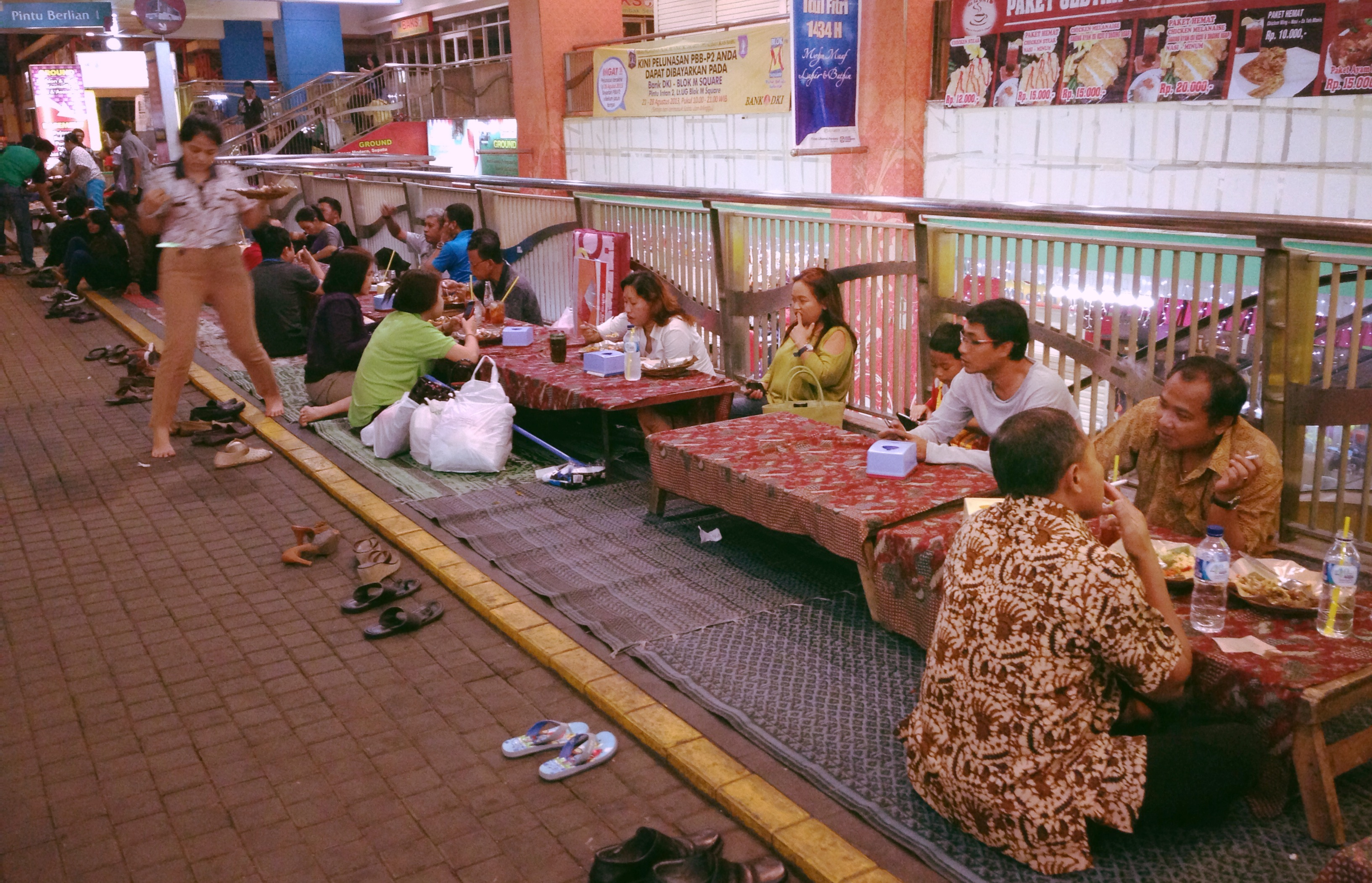
Лесехан — уличное кафе
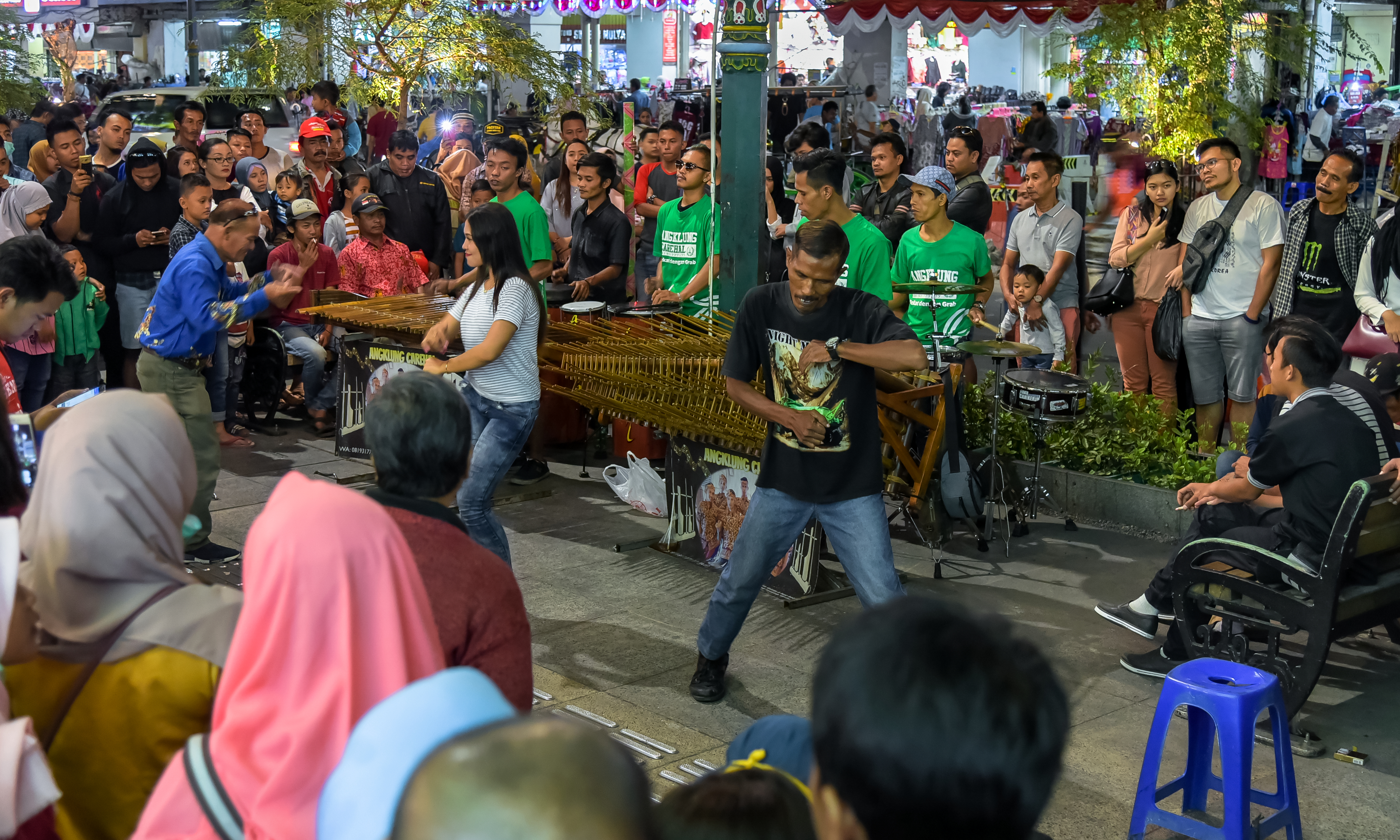
Танцы на ночной улице Малиоборо
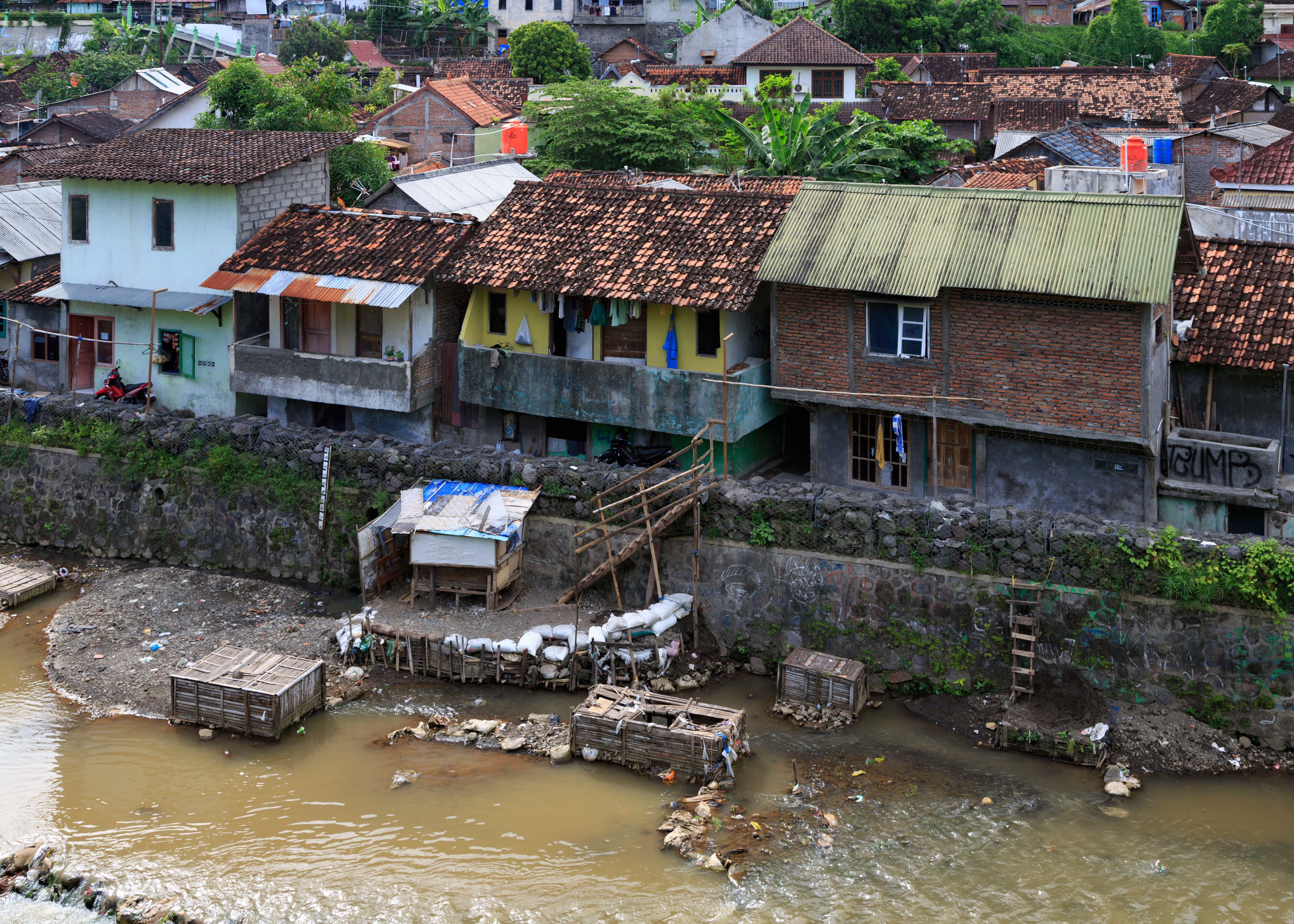
Набережная в центре города
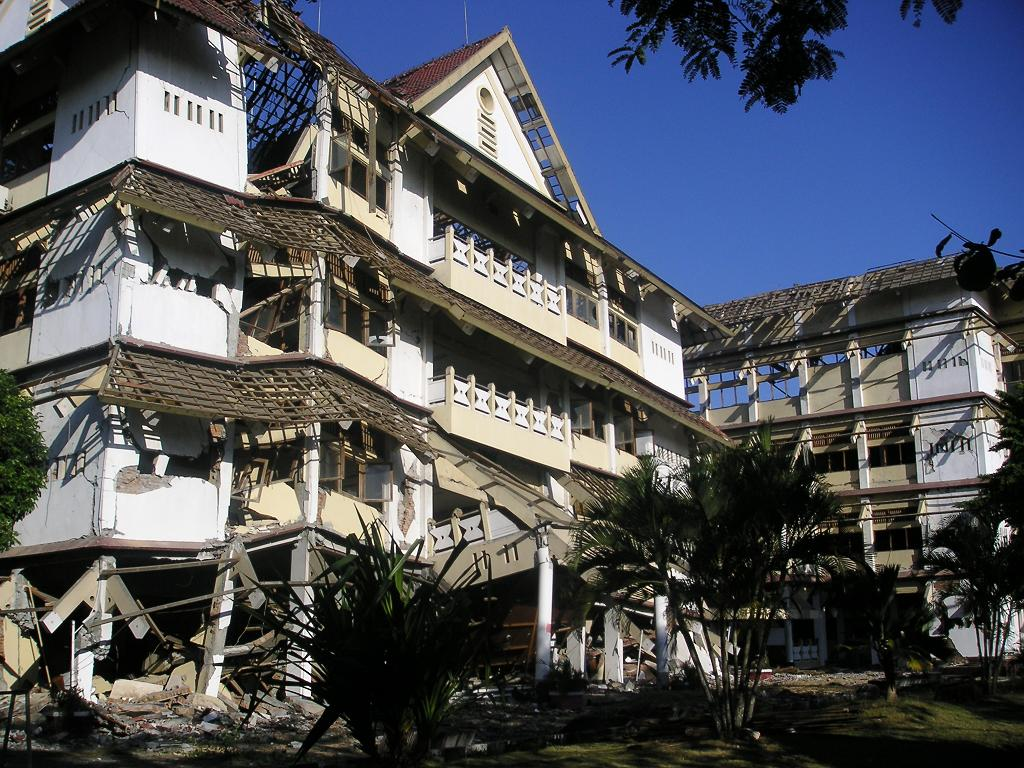
Последствия землетрясения в 2006 году
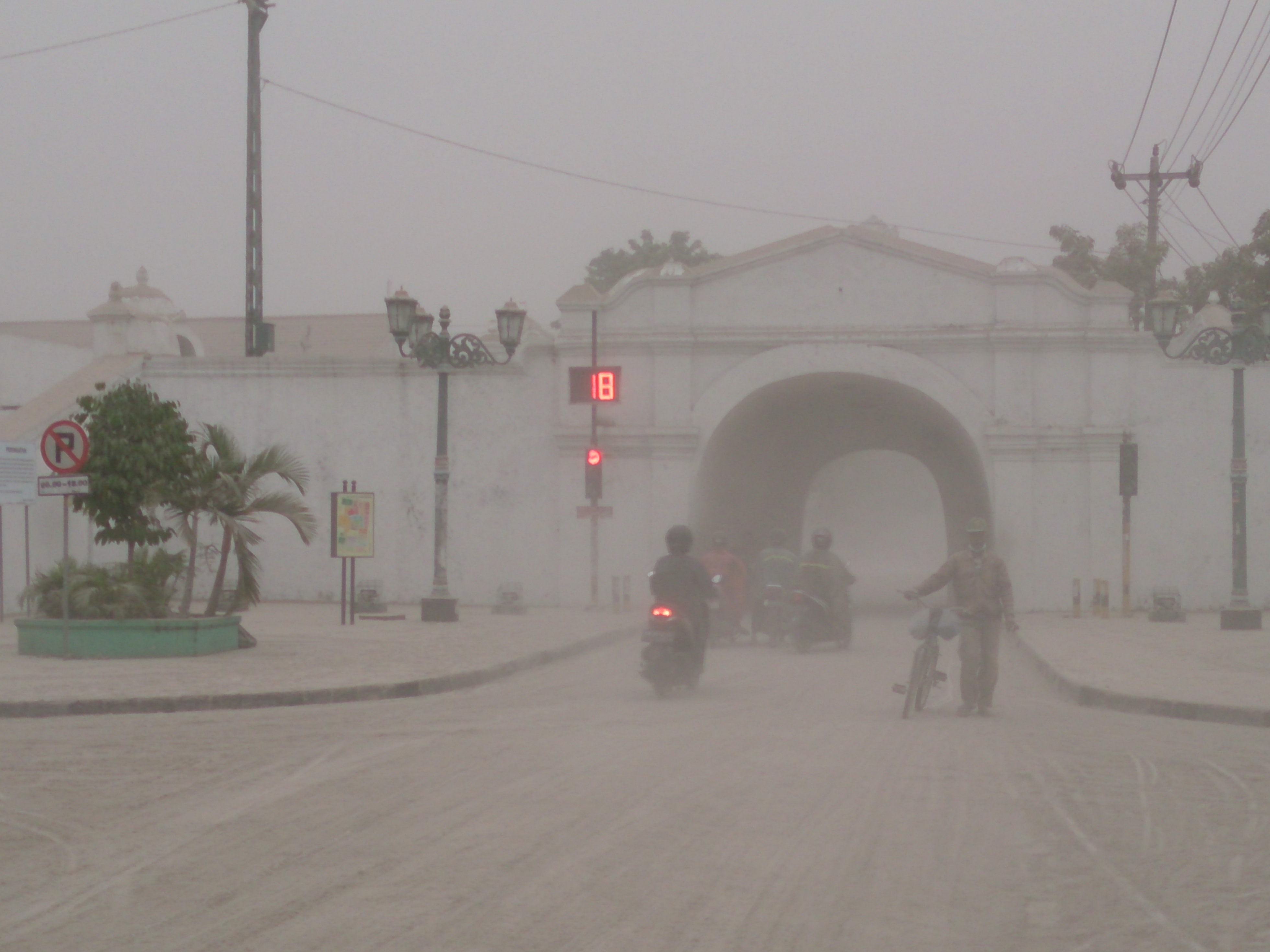
В 2014 году извержение вулкана Келуд в 200 км восточнее города покрыло Джокьякарту слоем пепла